# Die Deutschmeister
Die Deutschmeister ist ein Wiener Film von Ernst Marischka aus dem Jahr 1955 mit Romy Schneider und Magda Schneider in den Hauptrollen sowie Gretl Schörg, Susi Nicoletti, Adrienne Gessner, Hans Moser, Paul Hörbiger und Siegfried Breuer jr. in tragenden Rollen, der die Entstehung des Deutschmeister-Regimentsmarsches von Wilhelm August Jurek erzählt.
Die Uraufführung des Films war am 11. August 1955 in der Lichtburg in Essen. Das Filmplakat warb seinerzeit mit dem Ausspruch: „Ein Farbfilm für alle, die Freude am Leben haben.“

## Handlung
Constanze „Stanzi“ Hübner fährt nach Wien, um ihre Tante Therese zu besuchen. Zufällig gerät sie in einen Kostümball und erregt die Aufmerksamkeit des Barons Zorndorff, der sie für eine Komtesse hält. Erst verspätet kommt sie bei ihrer Tante an, die eine Bäckerei führt. Bei einem Aufmarsch der Burgmusik entdeckt sie der junge Militärmusiker Willi Jurek, ein Deutschmeister, der sie daraufhin schüchtern im Laden ihrer Tante besucht.
Inzwischen sucht auch Baron Zorndorf nach der vermeintlichen Komtesse. Dabei lernt er eine echte Komtesse kennen, die sich schließlich als gerade richtig für ihn erweist. Auch Stanzis Tante hat einen Verehrer: Es ist der Hofrat Hofwirt, der dem Kaiser die schmackhaften Salzstangerln aus der Bäckerei überbringt. Allerdings wäre eine Heirat zwischen ihm und Therese Hübner nicht standesgemäß.
Da Jurek mit einer neuen Marschkomposition zwar einen großen Publikumserfolg hat, durch unerlaubten Besuch eines Lokals aber mitsamt der ganzen Einheit bestraft zu werden droht, greift Stanzi ein: Sie versteckt das Notenblatt zum Deutschmeistermarsch in einem der Salzstangerln, mit denen ihre Tante Kaiser Franz Joseph beliefert.
Diese Dreistigkeit führt zunächst nur dazu, dass Stanzis Tante dem Kaiser keine Salzstangerln mehr liefern darf. Bei einer Audienz, die ihr gewährt wird, kann Stanzi dem gütigen Kaiser endlich den wahren Sachverhalt erklären. Er macht nun ihre Tante offiziell zur Hoflieferantin, was zur Folge hat, dass sie standesgemäß ist und Hofrat Hofwirt heiraten kann.
Bei einer Parade vor dem österreichischen und dem deutschen Kaiser findet auch Jurek die gebührende Anerkennung. Er wird mit Stanzi vor die beiden Kaiser geholt, die voll des Lobes für seinen Marsch sind. Dem Glück von Stanzi mit ihrem Willi steht nun nichts mehr im Wege.

## Produktion
Hergestellt wurde der Film in den Ateliers der Wien-Film Ges. m.b.H. in Wien-Sievering, die Außenaufnahmen entstanden in Wien und Umgebung sowie in Salzburg. Für die Filmbauten war Fritz Jüptner-Jonstorff verantwortlich, für die Kostüme Gerdago und Leo Bei.

### Filmmusik

#### Lieder
- Romy Schneider: Wenn die Vögel musizieren
- Hans Moser, Magda Schneider: Mir ist’s gleich
- Gretl Schörg: Im Prater blühn wieder die Bäume; Im Frühling im Mondschein im Prater in Wien
- Fritz Imhoff, Heinz Conrads: Deutschmeister-Regimentsmarsch
- Chor: Frühjahrsparade

#### Märsche
- Hoch- und Deutschmeister-Marsch von Dominik Ertl
- Deutschmeister-Regimentsmarsch von Wilhelm August Jurek
- Bruckerlager Marsch und Hoch Habsburg von Johann Nepomuk Král (in Auszügen)

### Hintergrund
Bereits 1934 hatte Ernst Marischka für Géza von Bolvárys Film Frühjahrsparade zur Entstehung des Deutschmeister-Marsches das Drehbuch geliefert. Auch seinerzeit verkörperte Paul Hörbiger Kaiser Franz Joseph I. Franziska Gaal war in der Rolle besetzt, die nun Romy Schneider spielt und Romys Vater Wolf Albach-Retty spielte den Korporal Wilhelm August Jurek. Zwanzig Jahre später inszenierte Marischka seine farbenprächtige Neuverfilmung. Er läuft selbst kurz als Kunde des chaotischen Friseurs Swoboda (Hans Moser) durchs Bild.
Nach den Angaben des Statistischen Amtes der Stadt Wien in dem Heft „Mitteilungen aus Statistik und Verwaltung der Stadt Wien“, wobei 1.000 Filme in 107 Wiener Kinos erfasst wurden, rangierte Die Deutschmeister unter den erfolgreichsten Filmen im Jahr 1955 auf Rang zwei hinter der US-amerikanischen Produktion Drei Münzen im Brunnen.
Der von Fritz Imhoff und Heinz Conrads im Film gesungene Text auf das Trio des Deutschmeister-Regimentsmarsches entspricht in weiten Teilen nicht dem deutlich kämpferischeren Original, sondern wurde dem eher romantischen Grundton des Filmes angepasst.

### Veröffentlichung
In der Bundesrepublik Deutschland lief der Film am 11. August 1955 an. Die Erstaufführung des Films in Österreich fand am 21. September 1955 in Wien statt. Im Januar 1956 wurde er in Dänemark veröffentlicht, im Juni 1957 in Portugal, im November 1957 in Schweden, im Dezember 1957 in Finnland und im Mai 1961 in Mexiko. Veröffentlicht wurde der Film zudem in Argentinien, Australien, Brasilien, in der Tschechischen Republik, in Frankreich, Griechenland, Ungarn, Italien, den Niederlanden und in Spanien.
Studiocanal gab den Film erstmals am 20. Oktober 2006 auf DVD heraus. Der Film ist auch Teil der von Kinowelt Home Entertainment am 30. November 2007 herausgegebenen DVD „Romy Schneider – Ihre Jugendjahre“. Enthalten ist er zudem in der von Studiocanal am 7. November 2008 herausgegebenen DVD-Sammlung „Ein Wiedersehen mit … Romy Schneider“ und in der von Kinowelt am 3. Februar 2011 veröffentlichten Box „Die schönsten Musikfilme der 50er Jahre“ sowie der von Studiocanal am 16. Mai 2012 herausgegebenen „Romy Schneider Edition“. Am 28. September 2018 gab Alive – Vertrieb und Marketing eine DVD des Films innerhalb der Reihe „Filmjuwelen“ heraus.

## Kritik
Das Dirk Jasper FilmLexikon bezeichnet Die Deutschmeister als „reizende Geschichte mit viel Gemüt, Humor und bunter k.u.k-Herrlichkeit“.
Das Lexikon des internationalen Films wertet: „gefälliger, volkstümlicher Film in der operettenhaften Atmosphäre des alten Wien“.
Das Heyne Film Lexikon (1996) sieht in dem Film „eine der zahllosen Schnulzen über das alte Wien, die Romy Schneider dazu motiviert haben, ihr Heil in der Flucht zu suchen“.
Der Evangelische Film-Beobachter kommt zu der Einschätzung, der Streifen sei „in der Wiener Art süßlich verkitscht“, aber als „Unterhaltung ohne Tiefgang“ ab 16 geeignet.
Kino.de verwies darauf, dass G. v. Bolváry mit der ‚Frühjahrsparade‘ schon 1934 dieses Skript von Ernst Marischka (‚Sissi‘) verfilmt habe, das nun noch einmal mit Romy Schneider und Siegfried Breuer jr. inszeniert worden sei. Weiter heißt es: „Neben Hans Moser und Paul Hörbiger wirkt auch Romys Mutter, Magda Schneider, in einem rundweg gelungenen Film über den Deutschmeistermarsch mit. Die Musik zu diesem Vorläufer der ‚Sissi‘-Reihe des Duos Marischka/Schneider stammt von Robert Stolz.“